# 蒂朵號輕巡洋艦
Template:Use British English
蒂朵號輕巡洋艦（HMS Diadem C-84），是一艘服役於皇家海軍的巡洋艦。是皇家海军第二批次改進型黛朵級，增強了防空能力。于1939年12月15日安放龙骨。 1942年8月26日下水，1944年服役。1956年2月29日，“蒂朵”號出售給巴基斯坦海軍，更名為“巴布爾”號（PNS Babur C-84）。1957年7月6日服役。“巴布爾”號參與了兩次印巴戰爭，在1971年印度海軍發起的三叉戟行動中倖存下來，第三次印巴戰爭後後作為訓練巡洋艦使用。1982年，“巴布爾”號退役拆毀，艦名和舷號由一艘同樣購自皇家海軍的郡級飛彈驅逐艦繼承（見倫敦號驅逐艦）。